# Viktor Kokosjin
Viktor Oleksandrovitj Kokosjin (på ukrainsk: Віктор Олександрович Кокошин) (født 11. oktober 1957 i Kiev) er en ukrainsk tidligere roer.

## Rokarriere
Kokosjin var en del af den otter, der repræsenterede Sovjetunionen ved OL 1980 på hjemmebane i Moskva. Jonas Pinskus, Andrij Tisjtjenko, Oleksandr Tkatjenko, Jonas Narmontas, Andrej Luhin, Oleksandr Mantsevitj, Ihar Majstrenka og styrmand Hrihorij Dmitrenko udgjorde resten af bådens besætning. Den sovjetiske båd havde bedste tid i indledende runde, men i finalen var det de østtyske storfavoritter, der efter 1000 m lagde sig i spidsen og sikrede sig guld med et pænt forspring til briterne på andenpladsen, mens den sovjetiske båd fik bronze.

## OL-medaljer
- 1980:  Bronze i otter